# Vaguely Noble
Vaguely Noble (1965–1989) était un cheval de course pur-sang anglais, né en Irlande. L'un des grands champions de son époque, il remporta le Prix de l'Arc de Triomphe avant de devenir un remarquable étalon.  

## Carrière de courses
L'éleveur de Vaguely Noble, le Major Lionel Holliday, mourut l'année de sa naissance et c'est son fils qui décida de ne pas l'engager dans les courses classiques anglaises et de l'inscrire aux ventes de 2 ans en décembre à Newmarket. Entre-temps, le poulain se révéla surdoué et, s'il eut besoin de trois courses avant d'ouvrir son palmarès, il surclassa les meilleurs poulains de sa génération dans l'Observer Gold Cup, qu'il enleva de sept longueurs. Sur le ring de Newmarket, Vaguely Noble suscita donc une bataille d'enchères, remportée par un riche chirurgien esthétique américain, le Dr Franklyn, pour la somme de 136 000 Guinées, soit le record du monde à l'époque. Le grand propriétaire Nelson Bunker Hunt lui fit une offre mirobolante pour s'associer avec lui sur la propriété du jeune champion qui fut envoyé en France en 1968, faute d'engagement dans les classiques anglais. Confié au grand entraîneur Étienne Pollet (qui fut le mentor du mythique Sea Bird), il confirma ses dispositions à 3 ans et ne connut la défaite qu'une fois en cinq sorties. En octobre, il remporta le Prix de l'Arc de Triomphe en battant le vainqueur du Derby d'Epsom Sir Ivor, et le rating de 140 que lui conféra Timeform, l'un des plus élevés de l'histoire des courses, dit bien la très haute estime en laquelle il fut tenu.

### Résumé de carrière
| Date         | Hippodrome  | Pays        | Course                    | Distance    | Jockey        | Place       | Écart       | Vainqueur ou deuxième |
| 1967, 2 ans  | 1967, 2 ans | 1967, 2 ans | 1967, 2 ans               | 1967, 2 ans | 1967, 2 ans   | 1967, 2 ans | 1967, 2 ans | 1967, 2 ans           |
| ------------ | ----------- | ----------- | ------------------------- | ----------- | ------------- | ----------- | ----------- | --------------------- |
| 26 juin      | Newcastle   | Royaume-Uni | Maiden                    | 1 200 m     | D. Smith      | 2e / 13     |             | Sweet Thanks          |
| 15 septembre | Doncaster   | Royaume-Uni | Maiden                    | 1 400 m     | W. Williamson | 2e / 16     |             | Saraceno              |
| 14 octobre   | Ascot       | Royaume-Uni | Sandwich Stakes           | 1 400 m     | W. Williamson | 1er / 18    | 12          | The Moorings          |
| 28 octobre   | Doncaster   | France      | Observer Gold Cup         | 1 600 m     | W. Williamson | 1er / 8     | 7           | Doon                  |
| 1968, 3 ans  |             |             |                           |             |               |             |             |                       |
| 21 avril     | Longchamp   | France      | Prix de Guiche            | 1 850 m     | J. Deforge    | 1er / 5     | 3           | Sémillant             |
| 9 juin       | Chantilly   | France      | Prix du Lys               | 2 400 m     | J. Deforge    | 1er / 11    | 8           | Nightshade            |
| 7 juillet    | Saint-Cloud | France      | Grand Prix de Saint-Cloud | 2 500 m     | J. Deforge    | 2e / 20     | 2 ¼         | Hopeful Venture       |
| 8 septembre  | Longchamp   | France      | Prix de Chantilly         | 2 200 m     | W. Williamson | 1er / 7     | 4           | Felicio               |
| 6 octobre    | Longchamp   | France      | Prix de l'Arc de Triomphe | 2 400 m     | W. Williamson | 1er / 17    | 3           | Sir Ivor              |

## Au haras
À l'issue de sa victoire dans l'Arc, Vaguely Noble fut immédiatement envoyé à la reproduction. Le haras de Gainsway Farm à Lexington dans le Kentucky, déboursa 1,25 million de dollars pour 25 % de la propriété du cheval, ce qui fit de lui, à une valeur de 5 millions de dollars, le cheval le plus cher du monde. Le cheval se montra à la hauteur de cet investissement en s'affirmant vite comme l'un des meilleurs reproducteurs de son temps, et donnant de grands champions. Il fut sacré deux fois Tête de liste des étalons en Angleterre et en Irlande, et une fois Tête de liste des pères de mères en Angleterre et en Irlande, ses filles se révélant de très bonnes poulinières, à l'image de la grande championne Dahlia, l'une des cinq poulinières de l'hémisphère nord à avoir engendré au moins quatre lauréats de groupe 1, ou Nobiliare, autrice de Indian Skimmer.   
Parmi ses meilleurs produits, citons :   
- Dahlia - inoubliable championne, membre du Hall of Fame des courses américaines, double lauréate des King George VI and Queen Elizabeth Stakes, des International Stakes, des Washington, D.C. International Stakes, vainqueur des Irish Oaks, du Prix Saint-Alary, du Grand Prix de Saint-Cloud, des Man o'War Stakes, etc.[3]
- Exceller - Membre du Hall of Fame des courses américaines, vainqueur des Grand Prix de Paris, Prix Royal-Oak, Coronation Cup, Grand Prix de Saint-Cloud, Canadian International Stakes, Hollywood Gold Cup[3] et d'une édition mythique de la Jockey Club Gold Cup où il défit les légendaires Seattle Slew et Affirmed.
- Nobiliary - Washington, D.C. International, Prix Saint-Alary, 2e Derby d'Epsom.
- Empery -  Derby d'Epsom
- El Cuite - Prix Royal-Oak, Gran Premio d'Italia.
- Gay Mecene - Grand Prix de Saint-Cloud
- Jet Ski Lady - Epsom Oaks
- Estrapade - Santa Ana Handicap, Arlington Million, Oak Tree Invitational Stakes
- Friendswood - Gran Premio del Jockey Club, Premio Lydia Tesio
- Lemhi Gold - Jockey Club Gold Cup, Marlboro Cup Invitational Handicap.

## Origines
Le père de Vaguely Noble, Vienna (qui appartenait à Winston Churchill), fut un bon cheval sur les pistes mais un reproducteur irrégulier, ce qui le conduisit d'un exil à l'autre, de l'Angleterre au Japon en passant par la France, avec une réputation d'impuissance, qui fit dire que ses produits anglais étaient dus à son souffleur (le cheval sans valeur chargé de vérifier que les poulinières sont en chaleur). Sa mère, Noble Lassie, fut une bonne compétitrice, puisqu'elle s'adjugea les Lancashire Oaks, un groupe 2. Mais à part lui, aucun de ses produits ne brilla en compétition. 

### Pedigree
| Origines de Vaguely Noble (IRE), mâle bai né en 1965 | Origines de Vaguely Noble (IRE), mâle bai né en 1965 | Origines de Vaguely Noble (IRE), mâle bai né en 1965 | Origines de Vaguely Noble (IRE), mâle bai né en 1965 |
| ---------------------------------------------------- | ---------------------------------------------------- | ---------------------------------------------------- | ---------------------------------------------------- |
| Père Vienna 1957                                     | Aureole 1950                                         | Hyperion                                             | Gainsborough                                         |
| Père Vienna 1957                                     | Aureole 1950                                         | Hyperion                                             | Selene                                               |
| Père Vienna 1957                                     | Aureole 1950                                         | Angelola                                             | Donatello                                            |
| Père Vienna 1957                                     | Aureole 1950                                         | Angelola                                             | Feola                                                |
| Père Vienna 1957                                     | Turkish Blood 1944                                   | Turkhan                                              | Bahram                                               |
| Père Vienna 1957                                     | Turkish Blood 1944                                   | Turkhan                                              | Theresina                                            |
| Père Vienna 1957                                     | Turkish Blood 1944                                   | Rusk                                                 | Manna                                                |
| Père Vienna 1957                                     | Turkish Blood 1944                                   | Rusk                                                 | Baby Polly                                           |
| Mère Noble Lassie 1956                               | Nearco 1935                                          | Pharos                                               | Phalaris                                             |
| Mère Noble Lassie 1956                               | Nearco 1935                                          | Pharos                                               | Scapa Flow                                           |
| Mère Noble Lassie 1956                               | Nearco 1935                                          | Nogara                                               | Havresac                                             |
| Mère Noble Lassie 1956                               | Nearco 1935                                          | Nogara                                               | Catnip                                               |
| Mère Noble Lassie 1956                               | Belle Sauvage 1949                                   | Big Game                                             | Bahram                                               |
| Mère Noble Lassie 1956                               | Belle Sauvage 1949                                   | Big Game                                             | Myrobella                                            |
| Mère Noble Lassie 1956                               | Belle Sauvage 1949                                   | Tropical Sun                                         | Hyperion                                             |
| Mère Noble Lassie 1956                               | Belle Sauvage 1949                                   | Tropical Sun                                         | Brulette (famille 1-d)                               |